# Tiago Pagnussat
Tiago Pagnussat (São Jorge d'Oeste, 17 giugno 1990) è un calciatore brasiliano, difensore del Vila Nova.

## Caratteristiche tecniche
È un difensore centrale.

## Carriera
È cresciuto nelle giovanili del Criciúma.

## Statistiche

### Presenze e reti nei club
Statistiche aggiornate al 5 maggio 2018.
| Stagione                | Squadra                 | Campionato              | Campionato | Campionato | Coppe nazionali | Coppe nazionali | Coppe nazionali | Coppe continentali | Coppe continentali | Coppe continentali | Altre coppe | Altre coppe | Altre coppe | Totale | Totale | Totale |
| Stagione                | Squadra                 | Comp                    | Pres       | Reti       | Comp            | Pres            | Reti            | Comp               | Pres               | Reti               | Comp        | Pres        | Reti        | Pres   | Reti   |        |
| ----------------------- | ----------------------- | ----------------------- | ---------- | ---------- | --------------- | --------------- | --------------- | ------------------ | ------------------ | ------------------ | ----------- | ----------- | ----------- | ------ | ------ | ------ |
| 2011                    | Vila Aurora             | PD/MT+D                 | 0+3        | 0          | CB              | 0               | 0               |                    | -                  | -                  |             | -           | -           | 3      | 0      |        |
| 2012                    | Caxias                  | PD/RS+C                 | 4+10       | 1+1        | CB              | 0               | 0               |                    | -                  | -                  |             | -           | -           | 14     | 2      |        |
| 2013                    | Guarani                 | A1/SP+C                 | 12+0       | 3+0        | CB              | 0               | 0               |                    | -                  | -                  |             | -           | -           | 12     | 3      |        |
| 2013                    | Caxias                  | PD/RS+C                 | 0+19       | 0+4        | CB              | 0               | 0               |                    | -                  | -                  |             | -           | -           | 19     | 4      |        |
| 2014                    | Caxias                  | PD/RS+C                 | 17+9       | 0+2        | CB              | 0               | 0               |                    | -                  | -                  |             | -           | -           | 26     | 2      |        |
| Totale Caxias           | Totale Caxias           | Totale Caxias           | 59         | 8          |                 | 0               | 0               |                    | -                  | -                  |             | -           | -           | 59     | 8      |        |
| 2014                    | Atlético Mineiro        | M1/MG+A                 | 0+5        | 0+2        | CB              | 0               | 0               |                    | -                  | -                  |             | -           | -           | 5      | 2      |        |
| 2015                    | Atlético Mineiro        | M1/MG+A                 | 1+3        | 0          | CB              | 0               | 0               | CL                 | 0                  | 0                  |             | -           | -           | 4      | 0      |        |
| 2016                    | Atlético Mineiro        | M1/MG+A                 | 10+5       | 0+1        | CB              | 0               | 0               | CL                 | 1                  | 0                  | PL          | 2           | 0           | 18     | 1      |        |
| Totale Atlético Mineiro | Totale Atlético Mineiro | Totale Atlético Mineiro | 24         | 3          |                 | 0               | 0               |                    | 1                  | 0                  |             | 2           | 0           | 27     | 3      |        |
| 2016                    | Bahia                   | PD/BA+B                 | 0+21       | 1          | CB              | 0               | 0               |                    | -                  | -                  |             | -           | -           | 21     | 1      |        |
| 2017                    | Bahia                   | PD/BA+A                 | 5+35       | 1+2        | CB              | 2               | 0               |                    | -                  | -                  | CDN         | 12          | 0           | 54     | 3      |        |
| 2018                    | Bahia                   | PD/BA+A                 | 10+2       | 1+0        | CB              | 0               | 0               | CS                 | 0                  | 0                  | CDN         | 7           | 1           | 19     | 2      |        |
| Totale carriera         | Totale carriera         | Totale carriera         | 171        | 22         |                 | 2               | 0               |                    | 1                  | 0                  |             | 21          | 1           | 195    | 23     |        |

## Palmarès

### Club

#### Competizioni nazionali
- Coppa del Brasile: 1

Atlético Mineiro: 2014

#### Competizioni statali
- Campionato Mineiro: 1

Atlético Mineiro: 2015
- Campionato Baiano: 1

Bahia: 2018
- Campionato Goiano: 1

Vila Nova: 2025

#### Competizioni regionali
- Copa do Nordeste: 3

Bahia: 2017
Ceará: 2020, 2023